# Wiener Werkstattpreis
Le prix international de littérature Wiener Werkstattpreis fut fondé en 1992. Depuis l'année 2000, il s'agit d'un prix annuel en Autriche. L'idée de base était de promouvoir des auteurs moins connus ou/et jeunes. 
Le prix est doté de 1 100 € et le concours comprenait en 2007 les catégories prose, poésie et essai. Ce sont le gouvernement autrichien ainsi que la mairie de Vienne qui sont  responsables du financement du prix littéraire. L'organisation est assumée par l'édition FZA Verlag.

## Lauréats
- 2013 Signe Ibbeken (prix du jury), Frank Schliedermann (prix du public)
- 2012 Marina Ebner, Daniel Wild
- 2011 Andreas Hutt (prix principal), Clemens Ottawa (prix du public)
- 2010 Birgit van der Leeden, Joan Weng
- 2009 Wolfgang Ellmauer, Markus Thiele, Eike Grauf
- 2008 Axel Görlach, Katharina Bendixen
- 2007 Klaus Ebner (prix principal)
Vainqueur dans les catégories prose et essai : Klaus Ebner; catégorie poésie : Norbert Sternmut
- 2006 Constantin Göttfert
- 2005 Felician Siebrecht
- 2004 Ingeborg Woitsch et Daniel Mylow
- 2003 Uljana Wolf
- 2002 Susanne Wagner
- 2001 Olaf Kurtz
- 2000 Christine Thiemt
- 1994 Franzobel